# 第20太陽周期

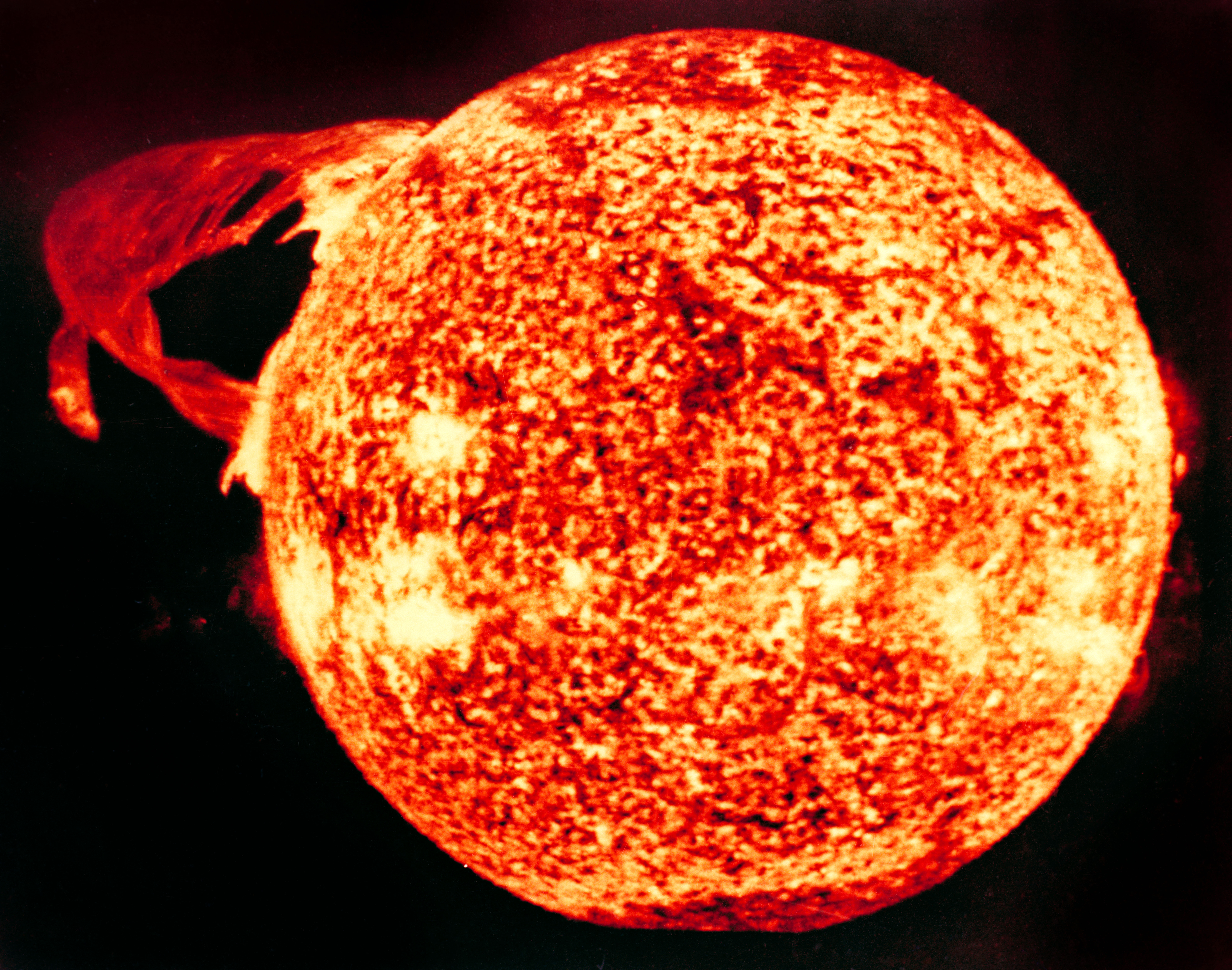
1973年12月19日に発生した、記録上最大の太陽フレアの1つ

第20太陽周期(Solar cycle 20)は、1755年に太陽黒点の活動が記録され始めてから20番目の太陽活動周期である。1964年10月から1976年6月まで11.7年続いた。太陽黒点の最大数は110.6個で、最小数は12.2個だった。合計約272日間にわたり黒点が現れなかった。
他の周期と比較すると、第20太陽周期下降段階での磁気活動は非常に高かった。
第20太陽周期から得られたデータは、K-1974太陽粒子現象流束モデルの構築に用いられ、第21太陽周期の間の宇宙ミッションの計画に用いられた。